# Lamyctes guamus
Lamyctes guamus är en mångfotingart som beskrevs av Chamberlin 1946. Lamyctes guamus ingår i släktet Lamyctes och familjen fåögonkrypare.
Artens utbredningsområde är Guam.

## Underarter
Arten delas in i följande underarter:
- L. g. koshiyamai
- L. g. guamus